# Yorkshire terrier
Yorkshire terrier – rasa psa należąca do grupy terierów, zaklasyfikowana do sekcji terierów miniaturowych.
Według klasyfikacji FCI nie podlega próbom pracy. Zgodnie z klasyfikacją amerykańską, należy do grupy psów ozdobnych i do towarzystwa. Jest typu lisowatego.

## Rys historyczny
Yorkshire terriery powstały w połowie XIX wieku. Ich zadaniem było tępienie myszy i szczurów w domach biednych rzemieślników i robotników. Ich prawdopodobnymi przodkami są: maltańczyk, Dandie Dinmont terrier, clydesdale terrier i skye terrier. Jest to mały pies wyhodowany w hrabstwie Yorkshire, na północy Anglii.

## Wygląd

### Umaszczenie
Umaszczenie jest ciemne, stalowo-złote lub srebrno-złote. Włos jest jedwabisty, długi; włos kręcony i karbowany uznawany jest za wadę. Strzyżenie yorka nie zagraża odrostom, jednak może to powodować dyskwalifikację z wystawy.

## Zdrowie i pielęgnacja
Istotną kwestią w pielęgnacji włosów u tych psów są regularne kąpiele i mycie specjalnymi środkami. Uszy ze względów higieniczno-zdrowotnych potrzebują regularnej kontroli, luźny włos musi być usuwany z ich okolic. Starsze psy cierpią czasem na kataraktę. Częstym problemem zdrowotnym u przedstawicieli tej rasy, są pozostające mleczne kły, które trzeba usuwać zabiegowo.

## Usposobienie i charakter

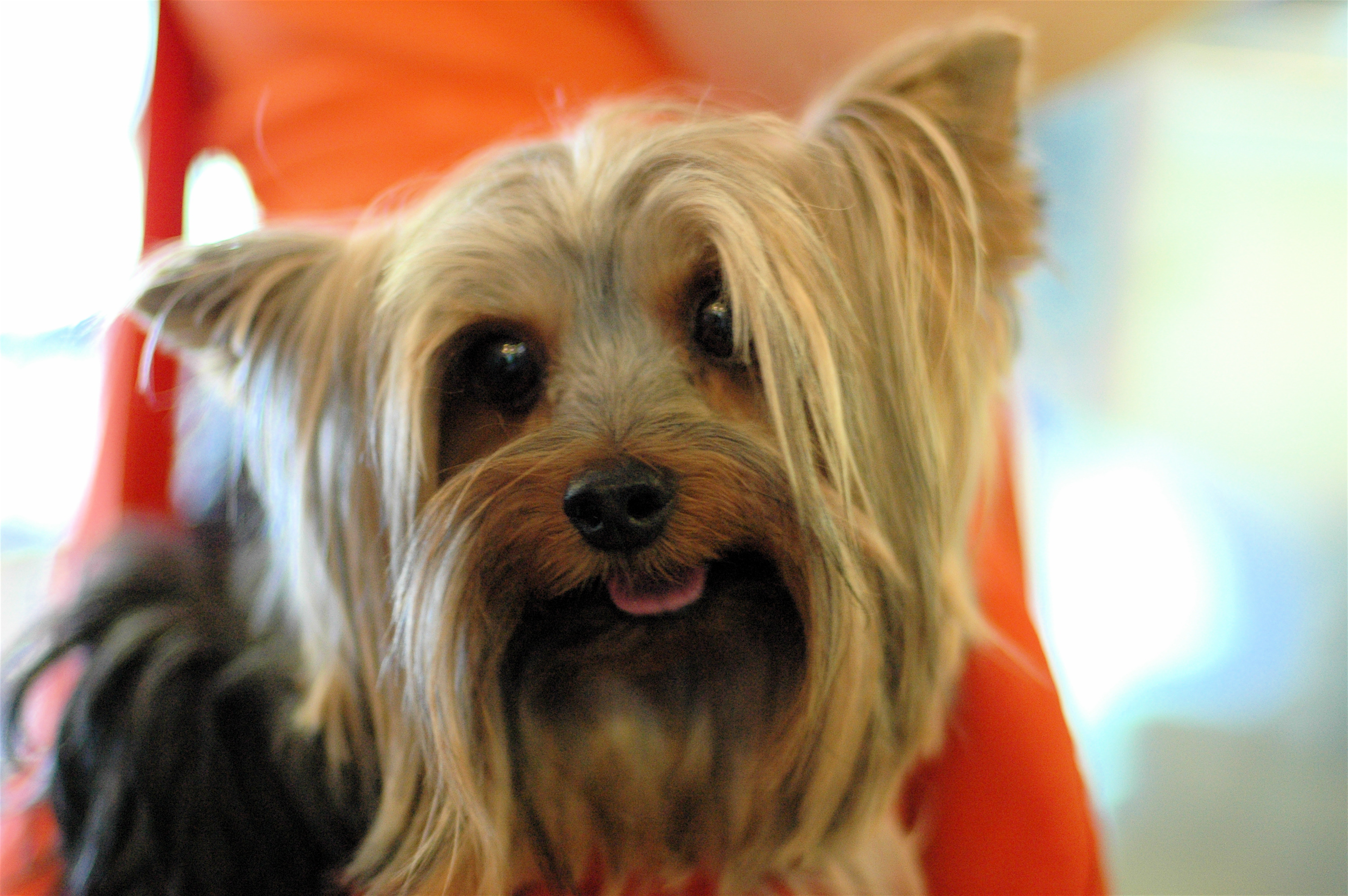
Yorkshire terrier

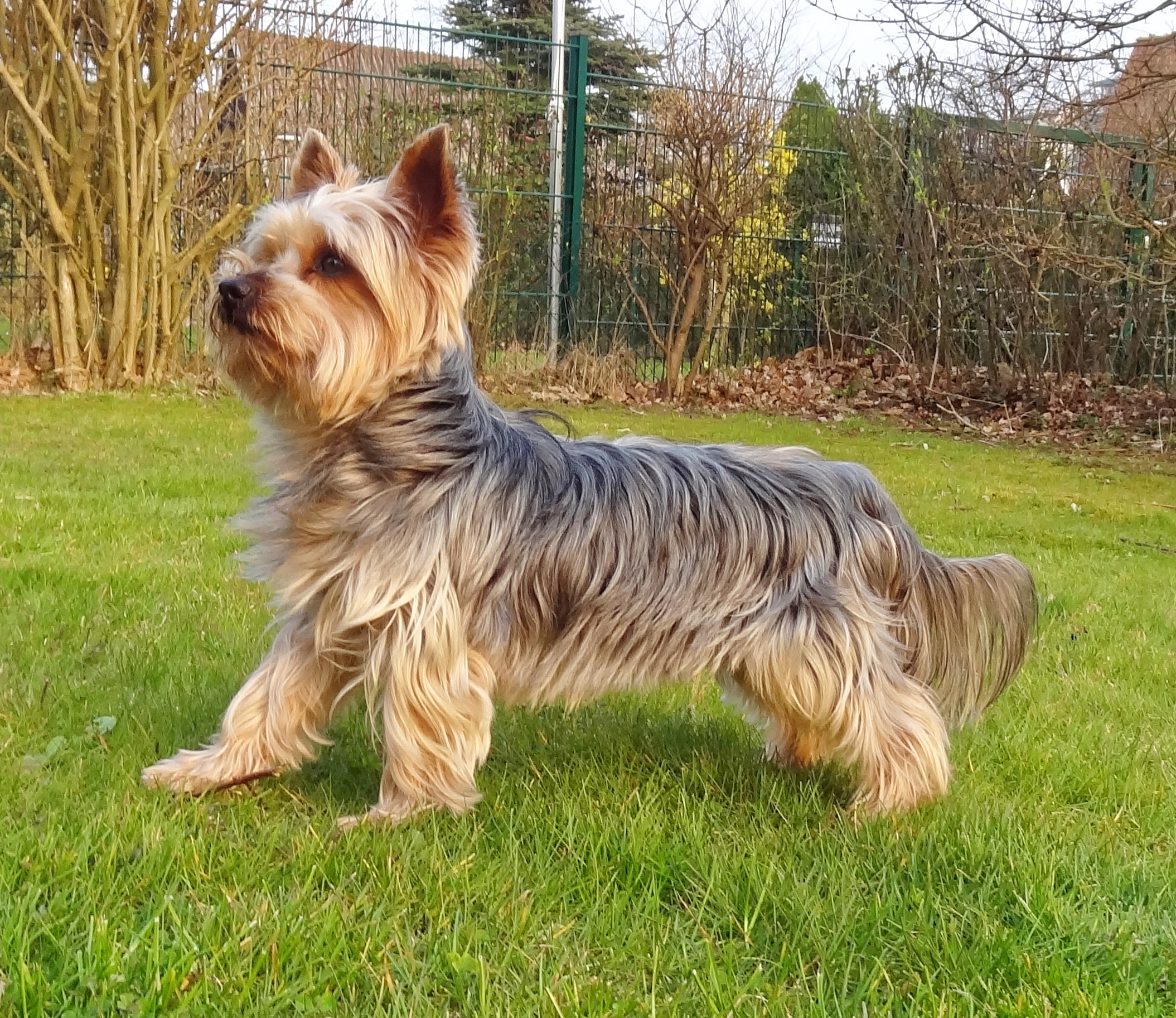
Yorkshire terrier

Yorki są psami skorymi do zabawy, aktywnymi. Nie są agresywne i lubią towarzystwo ludzi, tolerują dzieci. Przywiązują się do właściciela i mogą być nieufne wobec obcych. Ich szkolenie powinno być stanowcze, a zarazem delikatne.